# فوتبال ارمنستان در ۹۶-۱۹۹۵
فصل ۱۹۹۵–۱۹۹۶ در فوتبال ارمنستان، چهارمین فصل فوتبال مستقل پس از جدایی از اتحاد جماهیر شوروی بود. این اولین فصل از دو فصلی بود که در ارمنستان با سایر فصول متفاوت بود. از جمله فصل ۱۹۹۶–۱۹۹۷، این تنها مسابقات زمستانی بودند، در حالی که سایر فصول ارمنستان مسابقات تابستانی بودند. لیگ برتر ارمنستان برای فصل ۱۹۹۵–۱۹۹۶ شامل ۱۲ تیم بود که تیم پایین‌ترین رتبه به لیگ دسته اول ارمنستان سقوط می‌کرد. تیم یازدهم در یک بازی پلی‌آف صعود/سقوط با تیم دوم لیگ دسته اول روبرو می‌شد.

## لیگ برتر
- هونتمن ایروان نام خود را به باشگاه فوتبال پیونیک تغییر داد..
- باشگاه فوتبال یرازانک منحل شد و جای خود را به باشگاه دیگری از استپاناکرت، یعنی باشگاه فوتبال قره‌باغ، که در جمهوری آرتساخ مستقر بود، واگذار کرد. قره‌باغ، درست مانند یرازانک، به دلیل درگیری‌های جاری ناگورنو-قره‌باغ مجبور به نقل مکان از استپاناکرت به ایروان شد[۱]
- کوتایک و بانانتاس کوتایک ادغام شدند، اما نام این ادغام فقط به کوتایک آبوویان محدود می‌شد.
- باشگاه تازه تأسیس ایروان به‌طور غیرمنتظره‌ای جایگزین تیم بانانتس کوتایک شد.

### جدول لیگ
لیگ برتر فوتبال ارمنستان ۹۶–۱۹۹۵ (انگلیسی: 1995–96 Armenian Premier League) پنجمین فصل از زمان تأسیس آن بود.

## جدول لیگ
| مقام | تیم           | Pld | W  | D | L  | GF | GA | GD  | Pts |
| ---- | ------------- | --- | -- | - | -- | -- | -- | --- | --- |
| 1    | پیونیک        | ۲۲  | ۱۹ | ۳ | ۰  | ۷۱ | ۱۴ | +۵۷ | ۶۰  |
| 2    | شیراک         | ۲۲  | ۱۶ | ۳ | ۳  | ۶۷ | ۲۳ | +۴۴ | ۵۱  |
| 3    | ایروان        | ۲۲  | ۱۳ | ۵ | ۴  | ۴۳ | ۲۴ | +۱۹ | ۴۴  |
| 4    | آرارات ایروان | ۲۲  | ۱۲ | ۳ | ۷  | ۵۸ | ۲۸ | +۳۰ | ۳۹  |
| 5    | آراکس آرارات  | ۲۲  | ۱۲ | ۳ | ۷  | ۵۷ | ۳۳ | +۲۴ | ۳۹  |
| 6    | کوتایک        | ۲۲  | ۱۱ | ۳ | ۸  | ۳۱ | ۳۳ | -۲  | ۳۶  |
| 7    | لرناین آرتساخ | ۲۲  | ۸  | ۵ | ۹  | ۲۹ | ۲۸ | +۱  | ۲۹  |
| 8    | وان ایروان    | ۲۲  | ۷  | ۳ | ۱۲ | ۴۲ | ۴۲ | ۰   | ۲۴  |
| 9    | اربونی        | ۲۲  | ۶  | ۳ | ۱۳ | ۳۰ | ۵۲ | -۲۲ | ۲۱  |
| 10   | زانگزور       | ۲۲  | ۵  | ۲ | ۱۵ | ۲۶ | ۶۰ | -۳۴ | ۱۷  |
| 11   | آراگاتس       | ۲۲  | ۴  | ۳ | ۱۵ | ۳۵ | ۸۹ | -۵۴ | ۱۵  |
| 12   | آزناوور       | ۲۲  | ۰  | ۲ | ۲۰ | ۱۹ | ۸۲ | -۶۳ | ۲   |

|  | قهرمانی                                           |
|  | Forced to play the promotion/relegation play-off. |
|  | Relegated to 1996-97 Armenian First League.       |

Pld = Matches played; W = Matches won; D = Matches drawn; L = Matches lost; GF = Goals for; GA = Goals against; GD = Goal difference; Pts = Points

## گلزنان برتر
|   |          | بازیکن               | تیم          | گل‌ها |
| - | -------- | -------------------- | ------------ | ---- |
| ۱ | ارمنستان | Arayik Adamyan       | شیراک        | ۲۸   |
| ۲ | ارمنستان | Hovhannes Toumbaryan | آراکس آرارات | ۲۴   |
| ۳ | ارمنستان | تیگران یسائیان       | ایروان       | ۲۰   |
| ۴ | ارمنستان | آرتور پتروسیان       | شیراک        | ۱۳   |
|   | ارمنستان | Arthur Manukyan      | زانگزور      | ۱۳   |

## پلی‌آف صعود و سقوط
| تاریخ  | ورزشگاه | تیم PL  | نتیجه | تیم FL          | اطلاعات                                                                          |
| ------ | ------- | ------- | ----- | --------------- | -------------------------------------------------------------------------------- |
| ۸ ژوئن | ایروان  | آراگاتس | ۰–۴   | بی‌کی‌ام‌ای ایروان | تیم بی‌کی‌ام‌ای ایروان به دسته پایین‌تر صعود کرد و آراگاتس به دسته پایین‌تر سقوط کرد. |

### گلزنان برتر
|   |          | بازیکن           | تیم          | گل‌ها |
| - | -------- | ---------------- | ------------ | ---- |
| ۱ | ارمنستان | آرائیک آدامیان   | شیراک        | 28   |
| ۲ | ارمنستان | هوهانس تومباریان | آراکس آرارات | ۲۴   |
| ۳ | ارمنستان | تیگران یسائیان   | ایروان       | ۲۰   |
| ۴ | ارمنستان | آرتور پطروسیان   | شیراک        | ۱۳   |
|   | ارمنستان | آرتور مانوکیان   | زانگه‌زور     | ۱۳   |

## لیگ دسته اول
- سیونیک کاپان به فوتبال حرفه‌ای بازگشت و نام خود را به کاپان-۸۱ تغییر داد.

### جدول لیگ
| رتبه | تیم                    | بازی | برد | مساوی | باخت | گل زده | گل خورده | گل تفاضل | امتیاز | صعود یا صلاحیت                                   |
| ---- | ---------------------- | ---- | --- | ----- | ---- | ------ | -------- | -------- | ------ | ------------------------------------------------ |
| ۱    | آرابکیر                | ۲۲   | ۱۵  | ۲     | ۵    | ۵۸     | ۲۲       | ۳۶+      | ۴۷     | صعود به لیگ برتر فوتبال ارمنستان                 |
| ۲    | بی‌کی‌ام‌ای ایروان        | ۲۲   | ۱۳  | ۵     | ۴    | ۶۳     | ۱۷       | ۴۶+      | ۴۴     | Forced to play the promotion/relegation play-off |
| ۳    | لوری                   | ۲۲   | ۱۲  | ۶     | ۴    | ۳۳     | ۱۶       | ۱۷+      | ۴۲     |                                                  |
| ۴    | وانادزور               | ۲۲   | ۱۱  | ۵     | ۶    | ۳۸     | ۲۷       | ۱۱+      | ۳۸     |                                                  |
| ۵    | آرماویر                | ۲۲   | ۱۰  | ۶     | ۶    | ۴۵     | ۳۳       | ۱۲+      | ۳۶     |                                                  |
| ۶    | کومایری                | ۲۲   | ۱۱  | ۲     | ۹    | ۳۳     | ۲۵       | ۸+       | ۳۵     |                                                  |
| ۷    | نائیری                 | ۲۲   | ۹   | ۳     | ۱۰   | ۴۲     | ۵۰       | ۸−       | ۳۰     |                                                  |
| ۸    | لرناگورتس کاپان        | ۲۲   | ۸   | ۵     | ۹    | ۳۲     | ۳۳       | ۱−       | ۲۹     |                                                  |
| ۹    | دوین آرتاشات           | ۲۲   | ۷   | ۳     | ۱۲   | ۳۴     | ۵۰       | ۱۶−      | ۲۴     |                                                  |
| ۱۰   | بی‌ام‌ای-آرایی اچمیادزین | ۲۲   | ۷   | ۲     | ۱۳   | ۲۶     | ۴۴       | ۱۸−      | ۲۳     |                                                  |
| ۱۱   | دینامو ایروان          | ۲۲   | ۶   | ۴     | ۱۲   | ۲۷     | ۳۸       | ۱۱−      | ۲۲     |                                                  |
| ۱۲   | یغوارد                 | ۲۲   | ۱   | ۱     | ۲۰   | ۱۷     | ۹۱       | ۷۴−      | ۴      |                                                  |
| ۱۳   | کاساخ                  | ۰    | –   | –     | –    | –      | –        | —        | ۰      | کناره‌گیری از رقابت‌ها                             |
| ۱۴   | توفاگورتس              | ۰    | –   | –     | –    | –      | –        | —        | ۰      | کناره‌گیری از رقابت‌ها                             |
| ۱۵   | لرناگورتس واردنیس      | ۰    | –   | –     | –    | –      | –        | —        | ۰      | کناره‌گیری از رقابت‌ها                             |
| ۱۶   | آراکس آرارات           | ۰    | –   | –     | –    | –      | –        | —        | ۰      | کناره‌گیری از رقابت‌ها                             |

## جام حذفی فوتبال ارمنستان
| یک‌چهارم نهایی‌ها |         |               |
| ایروان          | ۰–۱ ۱–۱ | شیراک         |
| لرناین آرتساخ   | ۱–۳ ۱–۰ | آرارات ایروان |
| پیونیک          | ۲–۰ ۲–۳ | آراکس آرارات  |
| وان ایروان      | ۱–۰ ۰–۲ | کوتایک        |
| نیمه نهایی‌ها    |         |               |
| شیراک           | ۰–۱ ۱–۱ | کوتایک        |
| آرارات ایروان   | ۰–۲ ۱–۴ | پیونیک        |
| نهایی           |         |               |
| پیونیک          | ۳–۲     | کوتایک        |